# Campo Formoso
Campo Formoso – miasto i gmina w Brazylii, w stanie Bahia. Znajduje się w mezoregionie Centro Norte Baiano i mikroregionie Senhor do Bonfim.